# 藤岡貞彦
藤岡 貞彦（ふじおか さだひこ、1935年2月1日 - ）は、日本の教育学者。東京都出身。専門は社会教育学、公害教育論、環境教育論。一橋大学名誉教授。

## 略歴
1953年茨城県立水戸第一高等学校卒業。1954年東京大学教養学部文科2類入学、1959年東京大学教育学部卒業、1964年東京大学大学院教育学研究科博士課程単位取得退学。
1965年東京大学教育学部助手、1970年一橋大学社会学部助教授、1978年一橋大学社会学部教授、1989年から1991年まで一橋大学社会学部長。1998年一橋大学を停年退官し一橋大学名誉教授の称号を受ける。同年帝京平成大学情報学部教授。2004年から2010年まで学校法人湘南学園の第8代学園長を務めた。
学生時代は戦後社会教育学のフレームワークを作り上げた宮原誠一に師事し、高度成長期の公害反対運動に内包されていた住民学習の教育的価値にいち早く注目する。その後は日本の公害教育研究、環境教育研究におけるオピニオンリーダーの一人として活躍。ゼミ出身者に関啓子（一橋大学特任教授）、中田康彦（一橋大学教授）、安藤聡彦（埼玉大学教授）、荒井容子（法政大学教授）などがいる。

## 活動
- 2011年7月、横浜市に対して、自由社と育鵬社の教科書を採択しないことを求める署名運動「教科書採択に関わる横浜市長ならびに横浜市民への共同アピール」を主導した。[1]